# Caesar A. Rodney
Caesar Augustus Rodney (4 janvier 1772 - 10 juin 1824) est un avocat et homme politique américain originaire du Delaware, sénateur du Delaware, procureur général et ambassadeur en Argentine.

## Biographie
Fils de Thomas Rodney et Elizabeth Fisher, il est également le neveu de Caesar Rodney, l'un des signataires de la Déclaration d'indépendance des États-Unis. Diplômé de l'université de Pennsylvanie en 1789, il étudie le droit à Philadelphie et est admis au barreau en 1793, avant d'exercer dans le Delaware.
Il épouse Susan Hunn, et ils s'installent à Wilmington, Delaware.
Élu à six reprises à la chambre des représentants du Delaware entre 1797 et 1802, il est élu à la Chambre des Représentants en 1803, en tant que Républicain-Démocrate et avec les encouragements de Thomas Jefferson, mais avec seulement 15 voix d'avance. Il est battu de peu en 1804.
Le 20 janvier 1807, le président Thomas Jefferson le nomme Attorney General. Il sert à ce poste pendant le reste du mandat de Jefferson et pendant 3 ans sous son successeur James Madison. Il démissionne le 5 décembre 1811, déçu de ne pas avoir été nommé à la Cour suprême.
Pendant la guerre de 1812, il est capitaine d'un corps de fusiliers à proximité de la frontière canadienne, et participe à la défense de Baltimore en 1814.
Il revient à la politique dans le Delaware, avant d'être élu au Sénat en 1822. Il en démissionne seulement un an plus tard pour diriger une mission diplomatique en Amérique du Sud, confiée par le président James Monroe. Il enquête et recommande en 1819 le reconnaissance des États nouvellement formés sur le continent sud-américain. Son rapport Reports on the Present State of the United Provinces of South America est reconnu pour sa contribution à la création de la doctrine Monroe.
Il est ensuite logiquement nommé ambassadeur des États-Unis auprès des Provinces-Unies du Río de la Plata, devenues l'Argentine, poste qu'il occupe jusqu'à sa mort.
Il meurt le 10 juin 1824 à Buenos Aires, et y est enterré.

## Sources
- (en) Cet article est partiellement ou en totalité issu de l’article de Wikipédia en anglais intitulé « Caesar Augustus Rodney » (voir la liste des auteurs).